# Cansjera rheedei
Cansjera rheedei är en tvåhjärtbladig växtart som beskrevs av Johann Friedrich Gmelin. Cansjera rheedei ingår i släktet Cansjera och familjen Opiliaceae. Inga underarter finns listade i Catalogue of Life.